# Nalda
Nalda és un municipi de la Rioja, a la regió de la Rioja Mitjana. Limita al nord amb Albelda de Iregua, al sud amb Viguera, a l'est amb Clavijo i Soto en Cameros (llogarets de Trevijano i Luezas) i a l'oest amb Sorzano.

## Història
La localitat va ser escenari dels preliminars de la famosa batalla de Clavijo entre àrabs i cristians en l'any 844. Apareix citada per primera vegada en el segle xi, en la relació de propietats que el rei Garcia de Nájera va concedir a la seva esposa Estefania. En el testament de la reina Estefania, vídua de Garcia rei de Pamplona anomenat el de Nájera, deixa al seu fill el rei Sanç el de Peñalén, tretze viles, entre les quals està Nalda.
El 1064, el rei Sanç el Noble, donà al monestir de San Prudencio el de San Agustín de Nalda, dient que era, per remei de la seva ànima i per haver-se'l pregat Jimeno Fortúnez. En 1067 el monestir de San Prudencio ho va donar en canvi al Monestir de San Martín de Albelda pel de Pampaneto. Nalda està compresa en l'escriptura del Senyoriu de Cameros, concedit a Juan Ramírez de Arellano pel rei Enric II de Castella en 1366. Des d'aleshores i fins al segle xix es va convertir en la capçalera d'aquest senyoriu. Es veuen àdhuc relíquies de l'antiga muralla i, en el cim del poble, el castell i palau dels senyors de Cameros. En aquest alcàsser es conserva l'interessant arxiu del senyoriu. També es va conservar allí durant molts anys el punyal amb el qual el rei Enric II va matar el seu germanastre Pere el Cruel.